# Strafföreläggande
Strafföreläggande innebär att en person som är misstänkt för ett mindre allvarligt brott omedelbart eller inom viss tid föreläggs ett bötesstraff som utfärdas antingen av åklagare eller tullåklagare.
Strafföreläggande är möjligt för brott där påföljden är begränsat till böter och/eller villkorlig dom. Exempel på sådana brott är stöld, snatteri och trafikförseelser.
Ett strafföreläggande ska innehålla uppgift om:
1. den åklagare som har utfärdat föreläggandet,
2. den misstänkte,
3. brottet med angivande av tid och plats för dess begående samt övriga omständigheter som behövs för att känneteckna det,
4. den eller de bestämmelser som är tillämpliga när det gäller brottet,
5. det straff och den särskilda rättsverkan, som föreläggs den misstänkte, och
6. det enskilda anspråk som föreläggs den misstänkte med uppgift om målsäganden och de omständigheter som anspråket grundar sig på.[3]

Ett strafföreläggande kräver inte att den misstänkte erkänner brottet, men det kräver att den misstänkte (antingen omedelbart eller inom föreskriven tid) godkänner strafföreläggandet genom att skriver under föreläggandet (se 48:2 RB). Det har därefter samma verkan som en lagakraftvunnen dom.
Ett strafföreläggande kan också godkännas genom att hela beloppet betalas till den myndighet som regeringen bestämmer, utan att ett skriftligt godkännande skett, om föreläggandet avser endast böter.
Betalning ska inte anses som ett godkännande, om det framgår att den misstänkte inte har avsett att godkänna föreläggandet.
Strafföreläggande är en förenklande och tidsbesparande procedur, för båda parter, då ärendet inte går till rättegång i domstol. Skriver den misstänkte inte under strafföreläggandet kan ärendet gå vidare till åtal.
Ett godkänt strafföreläggande förs in i belastningsregistret.

## Åklagarmyndigheten
Ett strafföreläggande har samma verkan som en dom och det antecknas i belastningsregistret. Skillnaden är att åklagaren inte väcker åtal och det blir därmed inte heller någon rättegång.
Vid strafföreläggande skickas en blankett hem till den misstänkte, på vilken han eller hon erkänner brottet och accepterar straffet. Detta är frivilligt och man kan välja att låta åklagaren väcka åtal och att målet prövas av domstolen i stället, vilket kan leda till höga kostnader för den misstänkte, då denne ska betala domstolskostnader vid fällande dom.